# Capanna Tremorgio
La capanna Tremorgio è un rifugio alpino situato nel comune di Prato Leventina, nelle Alpi Lepontine, posto a 1.850 m s.l.m. al margine est del lago Tremorgio, raggiungibile con funivia da Rodi-Fiesso.

## Storia
La capanna fu inaugurata nel 1922.

## Accessi
- Stazione di arrivo della funivia 1.848 m partenza da Rodi-Fiesso. - Tempo di percorrenza: 5 minuti - Difficoltà: T1
- Dalpe 1.192 m Dalpe è raggiungibile anche con i mezzi pubblici. - Tempo di percorrenza: 3 ore e 30 minuti - Dislivello: 659 metri - Difficoltà: T2
- Rodi-Fiesso 979 m Rodi-Fiesso è raggiungibile anche con i mezzi pubblici. - Tempo di percorrenza: 2 ore e 30 minuti - Dislivello: 872 metri - Difficoltà: T2
- Mascengo 1.038 m Mascengo è raggiungibile anche con i mezzi pubblici. - Tempo di percorrenza: 2 ore e 30 minuti - Dislivello: 813 metri - Difficoltà: T2

## Traversate
- Capanna Leìt 1 ora e 30 minuti
- Capanna del Campo Tencia 3 ore
- Capanna Garzonera 4 ore e 30 minuti
- Capanna Alpe Sponda 6 ore